# Copa de Clubes de Asia 1971
La Copa de Clubes de Asia 1971 fue la cuarta edición de la Liga de Campeones de la AFC. Se disputó entre el 21 de marzo y el 2 de abril de 1971, en la ciudad de Bangkok. Participaron ocho equipos. En la final del torneo, Al-Shorta, uno de los finalistas, desistió de jugar frente a Maccabi Tel Aviv FC, (debido a motivos políticos, por la guerras entre las naciones árabes con Israel) haciendo que este último fuese el campeón por walkover. De esta forma, Maccabi Tel Aviv FC obtuvo su segundo título en este evento.

## Fase previa
Esta fase tuvo el objetivo de definir los integrantes de los grupos de competencia. Así, cada grupo fue compuesto por dos equipos ganadores y dos equipos perdedores de esta fase.
|  | ROK Army         | 2–1 | Bangkok       |
|  | Al-Shorta        | 3–2 | Taj Tehran    |
|  | Al-Arabi         | 8–1 | Punjab Police |
|  | Maccabi Tel Aviv | 1–0 | Perak FA      |

## Primera fase

### Grupo A
| Equipo     | Pts. | PJ | PG | PE | PP | GF | GC | Dif |
| ---------- | ---- | -- | -- | -- | -- | -- | -- | --- |
| Taj Tehran | 5    | 3  | 2  | 1  | 0  | 5  | 1  | +4  |
| ROK Army   | 4    | 3  | 2  | 0  | 1  | 5  | 2  | +3  |
| Al-Arabi   | 3    | 3  | 1  | 1  | 1  | 3  | 1  | +2  |
| Perak      | 0    | 3  | 0  | 0  | 3  | 0  | 9  | -9  |

| Equipo          | Resultado | Equipo          |
| --------------- | --------- | --------------- |
| Al-Arabi Kuwait | 3–0       | Perak           |
| Taj Tehran      | 2–1       | ROK Army        |
| ROK Army        | 3–0       | Perak           |
| Taj Tehran      | 0–0       | Al-Arabi Kuwait |
| Taj Tehran      | 3–0       | Perak           |
| ROK Army        | 1–0       | Al-Arabi Kuwait |

### Grupo B
| Equipo           | Pts. | PJ | PG | PE | PP | GF | GC | Dif |
| ---------------- | ---- | -- | -- | -- | -- | -- | -- | --- |
| Maccabi Tel Aviv | 6    | 3  | 3  | 0  | 0  | 11 | 2  | +9  |
| Al-Shorta        | 4    | 3  | 2  | 0  | 1  | 8  | 4  | +4  |
| Bangkok Bank     | 2    | 3  | 1  | 0  | 2  | 3  | 6  | -3  |
| Punjab Police    | 0    | 3  | 0  | 0  | 3  | 2  | 12 | -10 |

| Equipo           | Resultado | Equipo       |
| ---------------- | --------- | ------------ |
| Bangkok Bank     | 2–0       | Punjab       |
| Maccabi Tel Aviv | —1        | Al Shorta    |
| Maccabi Tel Aviv | 4–1       | Punjab       |
| Al Shorta        | 2–0       | Bangkok Bank |
| Al Shorta        | 6–1       | Punjab       |
| Maccabi Tel Aviv | 4–1       | Bangkok Bank |

1: Al-Shorta desistió de jugar frente a Maccabi Tel Aviv.

## Segunda fase
|  | Semifinales              | Semifinales              |   |            | Final             | Final             |  |
|  | fecha de las semifinales | fecha de las semifinales |   |            | fecha de la final | fecha de la final |  |
|  |                          |                          |   |            |                   |                   |  |
|  |                          |                          |   |            |                   |                   |  |
|  | Maccabi Tel Aviv         | 2                        |   |            |                   |                   |  |
|  | ROK Army                 | 0                        |   |            |                   |                   |  |
|  |                          |                          |   |            |                   |                   |  |
|  |                          |                          |   |            | 2 de abril        |                   |  |
|  |                          |                          |   |            | Maccabi Tel Aviv  | –w                |  |
|  |                          | Al-Shorta                | – |            |                   |                   |  |
|  |                          |                          |   |            |                   |                   |  |
|  |                          |                          |   |            |                   |                   |  |
|  |                          |                          |   |            | Tercer lugar      |                   |  |
|  |                          |                          |   |            |                   |                   |  |
|  | Taj Tehran               | 0                        |   | Taj Tehran | 3                 |                   |  |
|  | Al-Shorta                | 2                        |   |            | ROK Army          | 2                 |  |

## Campeón
| Israel                             |
| Campeón Maccabi Tel Aviv 2º título |